# 자기방어
|                                                      |
| 불법행위법                                           |
| 영미법 시리즈                                        |
| 과실                                                 |
| 주의의무 · 주의기준                                  |
| 근인 · 사실추정의 원칙                               |
| 과실계산 · 가해자 완전책임                           |
| 과실의 정신적 가해행위                               |
| 구조원칙 · 구조의무                                  |
| 법률상 불법행위                                      |
| 제조물책임법 · 고위험 행위                           |
| 불법침입인 · 승낙출입자 · 고객                       |
| 유인적 위험물                                        |
| 재산관련 불법행위                                    |
| 불법침해 · 컨버전                                    |
| 압류동산회복소송 · 동산점유회복소송 · 횡령물회복소송 |
| 유해물                                               |
| 근린방해 · 라일랜즈 대 플레처 판결                   |
| 의도적 불법행위                                      |
| 폭행위협 · 폭행 · 불법감금                           |
| 정신적 피해                                          |
| 승낙 · 필요 · 자기방어                               |
| 명예관련 불법행위                                    |
| 명예훼손 · 사생활 침해                               |
| 신뢰훼손 · 절차악용                                  |
| 악의적 기소                                          |
| 경제적 불법행위                                      |
| 사기 · 불법적 간섭                                   |
| 음모 · 영업방해                                      |
| 의무, 변론, 구제방법                                 |
| 상대적 과실과 과실 기여                              |
| 명백한 회피 기회 원칙                                |
| 상급자책임 · 동의는 권리침해 성립을 조각             |
| 패륜적 계약에서 채권발생 없다                        |
| 손해배상 · 금지명령                                  |
| 영미법                                               |
| 미국의 계약법 · 미국의 재산법                        |
| 미국의 유언신탁법                                    |
| 미국의 형법 · 미국의 증거법                          |

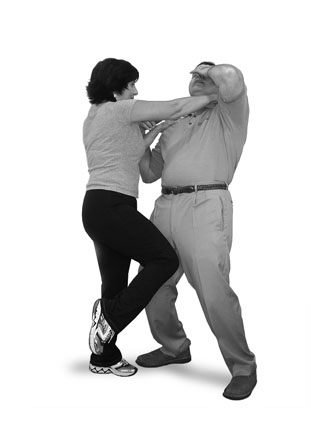
여성 대 남성 자기 방어

자기방어(自己防禦, Self-defense)은 영미법에서 형사적 혹은 민사적 손해배상 책임을 면하게 해주는 항변의 하나이다. 불법행위가 위해에 대한 자기방어의 수단으로 했다는 것이다. 자기 방어의 예로는 강간을 면하기 위해 상대방에게 폭행을 한 것을 들 수 있다.

## 같이 보기
- 경봉
- 너클 (무기)
- 곤봉
- 쇠뇌
- CS 가스
- 전기충격기
- 권총
- 중공탄
- 나이프
- 레이저 포인터
- 밀월 브릭
- 페퍼 스프레이
- 개인방어무기
- 자위권
- 새총
- 섬광탄
- 테이저
- 비도 (투척무기)
- 경호원
- 게이티드 커뮤니티
- 번견
- 물리 보안
- 폐쇄회로 텔레비전
- 성의 원칙
- 스탠드 유어 그라운드 법

## 참고 문헌
- 이상윤, 『영미법 - 개정판』, 박영사, 2000. (ISBN 89-10-45160-2).
- Black's Law Dictionary, 1486 (8th ed. 2004).